# Bezerra
Juvenal de Souza, mais conhecido como Bezerra (Altair, 5 de setembro de 1949), é um ex-futebolista brasileiro que atuava como zagueiro e lateral.

## Carreira
Bezerra começou nas categorias de base da Associação Atlética Altair, de sua cidade-natal, passando depois por Sociedade Esportiva Guaraçaí e Barretos, de onde foi, em 1971, para o e Guarani, antes de chegar ao São Paulo, em 1976. Ali, ele foi convertido de lateral esquerdo para zagueiro e conquistou o Campeonato Brasileiro de 1977, sendo, ao lado de Chicão, um dos dois únicos jogadores do elenco a disputar todas as partidas da campanha. Foi dele o último gol são-paulino na disputa de pênaltis da decisão — José Márcio Divino perderia a última cobrança para o Atlético Mineiro, o que daria o título ao São Paulo.
No início de 1980, foi diagnosticado pelos médicos do São Paulo com cisticercose cerebral, que estaria causando as fortes dores de cabeça que o zagueiro vinha sentindo. Foi, então, recomendado que ele encerrasse sua carreira, mas a diretoria pretendia lhe dar outro cargo no clube. "É realmente uma grande perda, principalmente agora, que ele atravessa a melhor fase de sua carreira, tendo sido até lembrado pelo comissão técnica da seleção brasileira", lamentou o diretor são-paulino José Douglas Dallora. O zagueiro optou por não correr o risco de continuar jogando e pretendia comprar uma fazenda e criar gado: "Depois de conversar com minha mulher e demais familiares, decidi não correr esse risco. É triste ter de encerrar a carreira prematuramente, no momento em que tecnicamente eu me sentia muito bem." O São Paulo prometia seguir renovando seu contrato "tantas vezes quantas [fossem] necessárias" até que saísse sua aposentadoria por invalidez.
Após a divulgação de sua aposentadoria, ele seguiu treinando para a partida de estreia na temporada, um amistoso contra o Flamengo, que serviria como sua despedida. Bezerra atuou no empate com o clube carioca, sendo substituído por Jaime. Jaime, "que [estava] merecendo uma oportunidade", segundo o técnico Carlos Alberto Silva, seguiria sendo o substituto de Bezerra, enquanto o São Paulo não encontrasse alternativa no mercado.
Após dois anos, voltou a jogar e defendeu Fernandópolis, Olímpia, Uberaba e Barretos, embora, segundo a revista Placar, "todos os indícios [apontassem] que [estava] arriscando a vida". "Não há risco nenhum", garantia. "Estou bem outra vez. Do contrário, não jogaria." O médico que cuidou de seu tratamento era reticente: "Sua doença pode apresentar uma evolução totalmente imprevisível, e creio que ele deveria ter um pouco mais de cuidado antes de voltar. Daí a dizer que não pode mais jogar futebol vai uma distância muito grande, e eu não posso afirmar nada a respeito, porque não fui mais procurado por ele." Já o médico do São Paulo era categórico: "Na Medicina não existe meio-termo: ou pode ou não pode. E ele não pode mais jogar futebol."
Bezerra encerrou definitivamente a carreira em 1985.

## Títulos
São Paulo
- Campeonato Brasileiro: 1977